# ジェシカ・ゲリティー
ジェシカ・ゲリティー（Jessica Gerrity、1979年 - ）は、日本のタレント、ライター、弓道家。ニュージーランドのオークランド出身。オークランド大学都市計画大学院卒。株式会社リリアナ事務所。さいたま市在住、3人の子供をもつママさんタレント。

## 来歴
1979年、ニュージーランド最大の都市オークランドで生まれ、オークランドで育つ。大学在学中、日本人の父をもつハーフの友人に誘われて兵庫県姫路市などを何度か訪れたことや、父親が日本車好きだったことなどもあって日本に興味をもち、やがて移住を考えるようになった。ちょうどその頃にオークランドで行われた日本の大手英会話教室の就職面接会に行き合格、2003年23歳のときに英会話教師として来日、移住した。
来日当初は全く日本語ができなかったが、テレビ等を見ながら独学で日本語を習得していった。英語教師のほかに外資系人材ビジネスの人事関連の仕事なども経験したが、来日後1、2年経ったころ友人の勧めもあって事務所に登録し、日本語がそれほど上手くなくてもできるモデルやエキストラなどの仕事もするようになった。やがて日本語が上達したこともあり、2006年ごろからはテレビやラジオ等に出演してタレント活動もするようになり、初めてのレギュラー出演番組はテレビ朝日の「SmaStation5」であった。
2018年から埼玉県の海外向け観光大使「LOVE SAITAMAアンバサダー（ラブ埼玉アンバサダー）」を務めており、2024年にはInstagramを通して埼玉県のPR活動などを行う令和6年度「埼玉県広報アンバサダー」の1人にも任命され、同県の2種類のアンバサダー兼任となった。また2024年8月には日本政府の英語版SNSでも活動が紹介された    。

## 人物
2008年よりさいたま市在住で、3人の子供（2025年3月時点で10歳、14歳、16歳半）の母親。
出演した番組ではニュージーランドの文化風習を紹介する等して同国の魅力を発信してきたが、いざとなると母国の事でもよく知らない事も多く、視聴者に正確な情報を伝える為にインターネットや書籍等で猛勉強するという。
又、ニュージーランド出身のタレントとして今後はニュージーランドの人たちに日本の事をもっとよく知ってもらう為の活動もしていきたい述べている。
武道などの日本の伝統文化にも深い関心をもち、特に武道に関しては自ら実践し鍛錬を積んでいる。ある日花見のために子供と大宮公園を散策していた折、外からも見える弓道場で行われていた弓道をたまたま目にし、武道でありながら静謐な雰囲気をもつことに癒しと魅力を感じ、幼い頃にロビン・フッドに憧れていたこともあって弓道に興味を抱く。しかしなかなか入門するチャンスがなかったが、その後出演したラジオ番組のパーソナリティー（西澤ロイ）が弓道部出身者で、埼玉で道場を営む知り合いを紹介してくれたことで2017年から弓道の道に入った。2025年3月時点で弓道3段、和式馬術も習い、スポーツ流鏑馬は心得二級（初段）、なぎなた5級。他にリカーブアーチェリー（洋弓）や四半的（伝統弓術）、銃剣道などの習練もしている。

## メディア

### テレビ
- 言われてみれば確かに 2025年1月16日 (TBS)
- あなたの国ではどうしてる？世界のよなよなママ会 (フジテレビ)
- J-Arena (NHKワールドTV)
- 埼玉の逆襲 (J:COM)
- えいごであそぼ (NHK Eテレ)
- ドクターX〜外科医・大門未知子〜 （テレビ朝日）ニュージーランド首相役
- ワタシが日本に住む理由 （BSテレ東）
- 世界くらべてみたら  (TBS)
- グレーテルのかまど （NHK　Eテレ）
- ボキャブライダー #68 (NHK Eテレ)
- YOUは何しに日本へ? (テレビ東京)
- コトノハ図鑑 (毎日放送)
- 世界が驚いたニッポン!スゴ~イデスネ!!視察団 (テレビ朝日)
- 在住247万人の外国人が出題:ニッポンのみなさん ニッポンのこと、ワカリマスカ？ (テレビ朝日)
- エンジョイフィッシング #24 親子でニジマス釣り (BS釣りビジョン)
- 初春 世界を魅了！伝統芸王のパイオニアたち (NHK)
- アメージパング! (TBS)
- ニッポンのノビシロ (フジテレビ)
- メイドインジャパン!（TBS）
- The English Bar:おとなの楽しい英語 #25 (BSフジ)
- 未来世紀ジパング (テレビ東京)
- みんなの二ユース｢コーナー:うちのパパママ｣ (フジテレビ)
- 世界の日本人妻は見た! (TBS)
- カリスmama (NHK BS)
- 世界のみんなに聞いてみた (TBS)
- これぞ!ニッポン流! (テレビ朝日)
- お願いランキングGOLD！(テレビ朝日)
- お願い！チャレンジ「日本ツウ学院」(テレビ朝日)
- 世界に売り込め！ご当地グルメでクールジャパン (TBS)
- 奇跡体験!アンビリバボー (フジテレビ)
- 中居正広の金曜日のスマイルたちへ (TBS)
- とっておき日本 (TBS)
- ネプ&イモトの世界番付 (日テレ)
- テレビ未来遺産 (TBS)
- くりむナントカ 第1回芸能界ビンカン選手権 (テレビ朝日)
- SmaStation5(テレビ朝日)
- 出没!アド街ック天国 (テレビ東京)
- クイズ!日本語王 (TBS)

### 映画・DVD
- 『劇場版 仮面ライダーゼロワン REAL×TIME』（東映、2020年）ニュースキャスター役
- 『YAMANEKO』（劇団丸組、2025年）主人公の母親役
- 『くりぃむナントカ』vol.口: 第1回芸能界ビンカン選手権 (テレビ朝日、2011年)

### 雑誌・本・新聞
- 『月刊秘伝』2020年（10月号・11月号）、2021年1月号、2022年4月号、2024年7月号、2024年10月号
- 『GekkanNZ』2020年4月号より各号に連載記事「日本で見つけたニュージーランド」執筆
- 『ニッキン新聞』2021年9月10日 ちょっと一言：弓道の魅力, 世界で発信 pg.11
- 『弓道日本』編集委員
- 『Tokyo Weekender』2022年1/2月号 The Voice of Tokyo pg.76
- 『HASEO』12星座展 図録 [写真集モデル：射手座」
- 『Neighbor』雑誌：ネイバー590号 YKKap 2023年4月 pg.14 弓道の醍闘味を世界へ発信し興味深い伝統文化を応援
- 『The Japan Times 新聞』2023年10月30日 20 Questions [by Himari Semans] pg.13
- 『月刊ネクスト』 2023年10月 196号 一般社団法人日本スポーツツーリズム推進機構 会長賞:弓道をもっと多くの方に、世界に、ボーダレスな弓道入り口：弓と善 You Me and Zen pg.20
- 『Kyudo World』2024年号
- 『埼玉150周年記念誌』埼玉県庁 2024年2月 Painters pg.53
- 『PHP くらしラック～る』2024年2月弓道には”癒やし”があるんです！pg.98
- 『ARIFT』2024年4月 表紙モデル インタビュー：日本在住の外国人に聞いた ジモトのここが好き

### ニュージーランド/海外のメディア
- TVNZ（NZ国営放送）Seven Sharp（セブン・シャープ）"Meet the woman who’s probably the world’s only kiwi kimono model"（2019年5月6日放送）
- Stuff.co.nz kiwi traveller "Expat tales: The face of New Zealand in Japan"
- ウィタカーズのチョコレートCM（2019年）ラグビーWC2019を記念して発売された日本とNZをテーマにした期間限定商品。
- RadioNZ (RNZ: NZ国営ラジオ放送) Calling Home: Jessica Gerrity in Saitama, Japan.
- Black Belt Magazine 2022年 How a Foreigner Can Become an Expert in Japanese Weaponry
- Black Belt Magazine (Germany) July/August 2022 - VOL. 2 NO. 4

### その他・アワードなど
- 一般社団法人日本スポーツツーリズム推進機構（JSTA）「第11回スポーツ振興賞」一般社団法人日本スポーツツーリズム推進機構 会長賞 弓道団体 You Me and Zen (ジェシカ：サブリーダー)